# خورشیدگرفتگی ۱۱ فوریه ۱۸۰۴
خورشیدگرفتگی ۱۱ فوریه ۱۸۰۴ (به انگلیسی: Solar eclipse of 11 February 1804) یک خورشیدگرفتگی از نوع خورشیدگرفتگی دوگانه بود که در آفریقا و اروپا قابل مشاهده بود. این خورشیدگرفتگی در تاریخ ۱۱ فوریه ۱۸۰۴ روی داد که زمان اوج آن، ساعت ۱۱:۱۶:۳۳ به‌وقت ساعت هماهنگ جهانی بوده‌است. مدت‌زمان و طول این خورشیدگرفتگی ۰۰ دقیقه و ۰۰ ثانیه بود.